# Uncinocythere zancla
Uncinocythere zancla är en kräftdjursart som beskrevs av Hobbs och Walton 1963. Uncinocythere zancla ingår i släktet Uncinocythere och familjen Entocytheridae. Inga underarter finns listade i Catalogue of Life.